# Бунин, Андрей Анатольевич
Андрей Анатольевич Бунин (15 июня 1968, Ленинград, СССР) — советский и российский хоккеист, вратарь.

## Карьера
Воспитанник СДЮСШОР СКА (Ленинград). Помимо хоккея, в детстве занимался другими видами спорта. Играл в молодежной команде СКА, затем тренер Николай Пучков пригласил Бунина в ленинградский «Ижорец». После распада СССР занимался бизнесом. С 1997 по 1999 гг. защищал ворота клуба ВХЛ «Спартак» (СПб).
Несколько лет Бунин играл в любительской команде «Компрессор». В 2005 году после выступлений на турнире в Эстонии вратаря и нескольких его партнеров попросили помочь одному из сильнейших клубов страны — «Таллин Старз». В его составе он становился трехкратным чемпионом Эстонии.
С 2010 по 2018 гг. был генеральным менеджером петербургской команды МХЛ «Серебряные львы». В 2019 году в возрасте 51 лет возобновил игровую карьеру в эстонском «Вялке». Вместе с командой дважды выиграл чемпионат страны. В 53 года сыграл в хоккейной Лиге чемпионов. Параллельно — тренер вратарей в спортшколе «Серебряных львов».

## Достижения
- Чемпион Эстонии (5): 2004/2005, 2005/2006, 2006/2007, 2019/2020, 2020/2021.
- Обладатель Кубка Эстонии (1): 2020, 2021.
- Победитель Универсиады СССР (1): 1988.
- Вице-чемпион мира среди ветеранов.
- Серебряный призер XII и XIII Всемирных олимпиад среди силовых структур проходивших в Австралии и в Канаде.
- Многократный призер Первенств Санкт-Петербурга.
- Член зала славы любительской Санкт-Петербургской хоккейной лиги[5].

## Семья
Трое детей: Степан (род. 1998), Алика (род. 2004), Доминика (род. 2019).
Отец Анатолий Бунин (род. 1936) — Мастер спорта СССР. Он также был хоккеистом, а после завершения карьеры работал тренером.